# Divaricella dentata
Divaricella dentata är en musselart som först beskrevs av W. Wood 1815.  Divaricella dentata ingår i släktet Divaricella och familjen Lucinidae. Inga underarter finns listade i Catalogue of Life.